# Bagelstein
Bagelstein est une franchise de bagels française, réorientée vers la fourniture de plats en libre-service, fondée par Thierry Veil et Gilles Abecassis en 2011.
L'entreprise a attiré l'attention par une communication « décalée », qui lui a valu des accusations de sexisme, d'homophobie, voire d'apologie du harcèlement sexuel, de la part d'associations féministes et d'une partie des médias français,,,. Le jury de déontologie publicitaire considère l'une des publicités comme contraire à la recommandation de l'Autorité de régulation professionnelle de la publicité sur l'image de la personne humaine.

## Historique
Cette chaîne de restauration rapide est créée en 2011. Bénéficiant d'une recapitalisation en 2014, elle vise 107 magasins en 2017. En 2022, elle comprend 82 points de vente.

### Création
Thierry Veil et Gilles Abecassis décident en 2011 la création d'une chaîne de bagels, spécialité juive fort développée en Amérique du Nord, s'inspirant des magasins new-yorkais.
Issus des grandes écoles françaises et non du secteur de la restauration, ils décident de veiller à soigner la communication de la marque, et choisissent un ton décalé, impertinent, en rupture avec les pratiques habituelles du secteur. Ils incitent le personnel à l'impertinence.

### Développement
Les premiers magasins ouvrent à Strasbourg, puis dans d'autres villes françaises, avant que le concept ne se développe sous la forme d'une franchise.
Son chiffre d'affaires de 2013 est de 3 millions d'euros, elle est à ce moment le leader français du bagel avec 26 magasins dont 21 franchisés et cinq en propre. En 2014, elle lève 10 000 000 € auprès de Midi Capital, aujourd'hui M Capital Partners.
Trois ateliers de production approvisionnent les magasins de la franchise en bagel, à Pantin pour la région parisienne, à Haguenau pour l'est et à Massieux pour le sud de la France[réf. souhaitée].
À l'été 2016, elle ouvre son premier magasin en Suisse.
Début 2022, la société modifie son offre, avec l'apparition de vitrines réfrigérées en libre-service proposant une plus large gammes de produits à emporter, depuis les salades jusqu'aux frites en passant par des plats traditionnels de la cuisine française. Les frites sont élaborées par une entreprise normande, et les plats cuisinés fabriqués dans un nouveau laboratoire qui livre les magasins

## Communication
La chaîne recherche une communication « décalée » et « impertinente ».
Cette communication est dans un premier temps bien reçue. Le personnel est d'ailleurs recruté sur la base de son sens de l'humour ou se voit incité à l'impertinence.
La communication est également opportuniste, rebondissant sur des questions d'actualité. En 2013, une question de droit d'asile, l'affaire Leonarda où une mineure rom est interpellée à la sortie d'une école en vue d'une expulsion, reçoit une forte médiatisation. La chaîne attribue à Leonarda une fausse citation sur la vitrine d'un de ses magasins.
La chaîne commence ensuite une communication à caractère sexuel, cette fois beaucoup moins bien perçue car valorisant la culture du viol, et empreinte de sexisme et d'homophobie. Ainsi, l'enseigne utilise des sets de table offrant un ensemble de blagues et petites annonces proposées comme humoristique, telles « il ne faut pas jouer avec le cœur d'une femme mais plutôt avec ses seins, elle en a deux » ou encore « J'en ai marre de ces gays là ». Elle affiche également « L'amour c'est un sport, surtout s'il y en a un des deux qui ne veut pas ! » sur son application mobile. En 2016, des étudiants de l'université de Rennes organisent une manifestation devant le magasin de la ville. Le gérant sort de son établissement et une altercation éclate. La brigade anti-criminalité, mobilisée dans le cadre du Mouvement social contre la loi Travail en France de 2016 interpelle immédiatement les étudiants, que le procureur défère en comparution immédiate pour agression ; le tribunal de grande instance prononce des peines de prison ferme allant d'1 à 3 mois, retient le contexte des manifestations sur la Loi Travail comme circonstance aggravante,,,. Des manifestations sont organisées à Rennes le 27 mai réunissant quelques dizaines de personnes, le 1er juin, où une centaine de manifestants défilent dans le centre-ville, mais n'ont pas accès à la devanture du magasin, protégée par les forces de l'ordre et le 8 juin avec 200 personnes. La Cour d'Appel, dans un arrêt d'octobre, suit le tribunal correctionnel sur la prévention de « violences volontaires en réunion au cours d’une manifestation », mais ne la suit pas sur la sentence et décide de peines avec sursis.
L'avocate des prévenus indique que plus tôt à Rennes, « [l]es collectifs féministes du département avaient déjà réagi il y a plusieurs mois » à cette situation. Le magazine Neon qualifie de « grossi[ère] » cette stratégie marketing et estime que la chaîne « n’a pas eu peur de flirter avec l’appel au viol ».
Parallèlement, la marque exploite une affaire médiatisée de harcèlement sexuel, celle de Denis Baupin, par l'entremise d'un affichage sur son futur magasin de Nantes, où serait affichée la question « Il est chaud votre trou ? »,. Le fondateur de la marque se défend en arguant qu'il ne s'agit là que d'humour, et non d'une intention de choquer les victimes ou la société civile. L'agence de communication Kaos Consulting précise qu'il s'agit là de la stratégie de communication du groupe, utilisant le terrain du sexe et du scandale pour accroître ses parts de marché. L'association féministe Les Chiennes de garde intente le 7 juin une action auprès du jury de déontologie publicitaire, une composante de l'autorité de régulation professionnelle de la publicité,,. La société publie un communiqué de presse dans lequel elle présente des excuses, ; dans ce communiqué, elle note que la publicité a été « incomprise ». Libération estime ces excuses peu crédibles. En septembre, Thierry Veil s'exprime à nouveau au sujet de sa communication, revendiquant à nouveau leur style de communication, Thierry Vieil estimant que la chaîne est « autant une entreprise de restauration rapide qu’une agence de communication centrée sur l’humour » avant de « se revendique[r] comme les petits cons du fond de la classe qui se moquent de tout, tout le temps ». Sur le but recherché par cette communication, le fondateur explique « ne [pas] chercher […] juste à remplir le ventre des clients, mais à faire qu’il se passe quelque chose dans leur cervelle ».
Le jury de déontologie publicitaire rend son avis le 1er août, où il retient que la publicité « banalise les pratiques de harcèlement » et « réduit [les femmes] à la fonction d’objet sexuel ».
Outre les devantures et décorations des magasins, la chaîne lance également des défis sur le réseau social Twitter comme « Cap ou pas cap de mettre ta main sous la jupe de Serena Williams ? ». Dans la nuit du 16 au 17 juin 2016, un groupe féministe, « Insomnia » peint sur la façade de Bagelstein une inscription « Le sexisme tue les femmes ». Le groupe colle également des affiches rappelant les statistiques sur le nombre quotidien de viols et revendique, le 22 juin, 24 façades « redécorées ».
Dans un article du Huffington Post publié en septembre, Bagelstein est cité, avec Monoprix et Michel et Augustin, parmi les principales marques à utiliser l'humour dans leur stratégie de communication.
En septembre 2018, l'entreprise réalise une campagne de publicité de ses produits en faisant référence à Hapsatou Sy.